# Patricia Bath
Patricia Bath   (Harlem, 4 de novembre de 1942 - San Francisco, 30 de maig de 2019) va ser una oftalmòloga, inventora i acadèmica estatunidenca. Va obrir camí per a les dones i els afroamericans en un cert nombre d'àrees. Abans de Bath, cap dona no havia format part del personal del Jules Stein Eye Institute, ni havia dirigit un programa de formació de post-grau en oftalmologia, o havia estat elegit empleat d'honor del UCLA Medical Center (un honor conferit a ella després de la seva jubilació). Abans de Bath, cap persona negra havia treballat com a resident en oftalmologia a la Universitat de Nova York i cap dona negra mai havia format part del personal com a cirurgià al Centre Mèdic UCLA. Bath va ser la primera metgessa afroamericana en rebre una patent per a un propòsit mèdic. Va ser titular de quatre patents en total, i va fundar l'American Institute for the Prevention of Blindness (Institut Americà per a la Prevenció de la Ceguesa) a Washington, DC.

## Primers anys i educació
Nascuda el 4 de novembre de 1942 a Harlem, Manhattan, Bath va ser la filla de Rupert i Gladys Bath. El seu pare, un immigrant de Trinitat i Tobago, fou un columnista de diari, marí mercant i el primer home negre a treballar per al metro de Nova York com a motorista. El seu pare li va inspirar el seu amor per la cultura i va animar Bath per explorar diferents cultures. La seva mare era descendent d'esclaus africans. Ella va decidir ser una mestressa de casa, mentre els seus fills eren petits, i més tard es va convertir en majordoma per ajudar a finançar l'educació dels seus fills. Criada a Harlem, Bath va tenir problemes amb el sexisme, el racisme, la pobresa, tot i que en tot moment fou encoratjada acadèmicament pels seus pares. Era evident pels professors de Bath que era una estudiant dotada i la van empènyer a explorar els seus punts forts a l'escola. Amb l'ajuda d'un equip de microscopi que li van regalar quan era petita, Bath sabia que tenia un amor per les matemàtiques i la ciència. Bath va assistir a l'Escola Superior Charles Evans Hughes, on va excel·lir a un ritme tan ràpid que la va fer obtenir un diploma en tan sols dos anys i mig.
En créixer, Bath sempre va lluitar amb el sexisme, el racisme i la pobresa. Va ser difícil per a ella, ja que no hi havia metges negres que ella conegués mentre estava creixent. Va créixer en una comunitat predominantment negra, on els negres no eren acceptats en moltes escoles de medicina. Tampoc va ser fàcil per a ella per anar a l'escola de medicina, ja que la seva família no tenia els fons per a això.
Inspirada pels treballs d'Albert Schweitzer en medicina, Bath va sol·licitar i va obtenir una beca de la National Science Foundation mentre assistia a la universitat; això la va portar a un projecte d'investigació a la Universitat Yeshiva i el Harlem Hospital Center sobre la connexió entre el càncer, la nutrició i l'estrès, fet va ajudar a canviar el seu interès de la ciència envers la medicina. El cap del programa investigat es va adonar de la importància de les seves troballes durant la investigació i els va publicar en un article científic que més tard va presentar. El 1960, quan encara era una adolescent, Bath va guanyar el "Premi al Mèrit" atorgat per la revista Mademoiselle per la seva contribució al projecte.
Bath rebé el seu Bachelor of Arts en química pel Hunter College de Manhattan el 1964. Es va traslladar a Washington, DC per assistir a l'Escola Universitària de Medicina Howard, per la qual rebria el seu grau de doctor in 1968. Durant la seva etapa a Howard, fou la presidenta de la Student National Medical Association (Associació Mèdica Nacional d'Estudiants) i va rebre fellowships dels National Institutes of Health (Instituts Nacionals de la Salut) i el National Institute of Mental Health (Institut Nacional de Salut Mental).
Bath treballà com a MIR al Harlem Hospital Center, i després treballà com a fellow a la Universitat de Colúmbia. Bath viatjà a Iugoslàvia el 1967 per estudiar la salut dels nens, un fet que la va fer prendre consciència que la pràctica de la cura dels ulls era desigual entre les minories racials i les poblacions pobres, amb molta més incidència de ceguesa entre els seus pacients negres i pobres. Es va determinar que, com a metge, ajudaria a abordar aquesta qüestió. Ella va convèncer els seus professors de Columbia per operar als pacients cecs a Harlem Hospital Center, que no havia ofert prèviament la cirurgia ocular, sense cost. Bath fou pionera en la disciplina mundial de la "comunitat oftalmològica", una iniciativa de voluntariat per portar l'atenció ocular necessària a les poblacions marginades.
Va treballar com a resident d'oftalmologia a la Universitat de Nova York 1970-1973, i es convertí en el primer afroamericà a fer-ho en el seu camp.

## Carrera
Després de completar la seva educació, Bath treballà breument com a professora ajudant a l'Institut Ocular Jules Stein d'UCLA i a la Universitat Charles R. Drew de Medicina i Ciència abans de convertir-se en la primera dona en la facultat de l'institut ocular. El 1978, Bath cofundà l'Institut Americà per a la Prevenció de la Ceguesa, del quan en fou la presidenta. El 1983, es va convertir en cap d'una residència al seu camp a la Universitat Charles R. Drew, la primera dona a dirigir un departament d'aquesta mena. El 1993, es va retirar de la UCLA, que posteriorment la va triar com a part seu personal honorari, amb la qual cosa es convertia en la primera dona a assolir aquest reconeixement.
Va treballar com a professora d'oftalmologia de la Facultat de Medicina de la Universitat de Howard i com a professora de telemedicina i oftalmologia a Universitat de Saint George. Fou un dels co-fundadors del programa d'entrenament en oftalmologia del Centre Ambulatori Martin Luther King Jr..
Bath va fer conferències a nivell internacional i va escriure de més de 100 articles.

## Invents
Bath va ser titular de quatre patents als Estats Units. El 1981, va concebre la sonda Laserphaco, un dispositiu mèdic que millora en l'ús de raigs làser per eliminar les cataractes, "mitjançant l'ablació i l'eliminació de les lents de cataractes". El dispositiu es va completar el 1986 després que Bath dugués a terme la investigació sobre els làsers a Berlín i el va patentar el 1988, la qual cosa la convertia en la primera metgessa afroamericana a rebre un patent per a un propòsit mèdic. El dispositiu - que dissol ràpidament i gairebé sense dolor les cataractes amb un làser, rega i neteja l'ull i permet la fàcil inserció d'un nou cristal·lí - s'utilitza a nivell internacional per al tractament de la malaltia. Bath va continuar millorant el dispositiu i va restaurar amb èxit la visió a persones que no havien pogut veure durant dècades.
Tres de les quatre patents de Bath es refereixen a la sonda Laserphaco. En 2000, se li va concedir una patent per a un mètode que va idear per a l'ús de tecnologia d'ultrasons per al tractament de les cataractes.

## Honors
Bath va ser premiada per dues de les seves universitats. El Hunter College la va col·locar en el seu "saló de la fama" el 1988 i la Universitat de Howard la va declarar una "Pionera de la Universitat de Howard en medicina acadèmica" el 1993.